# Jan Jeleński (konfederat targowicki)
Jan Jeleński herbu Korczak odmienny (zm. 1807) – starosta sądowy mozyrski od 1786, sędzia ziemski i miecznik mozyrski, marszałek szlachty powiatu mozyrskiego.
Był synem Rafała Józefa, bratem Konstantego Ludwika. Poseł na sejmy w 1784 i 1786, poseł na Sejm Czteroletni w drugiej kadencji w 1790 roku z powiatu mozyrskiego. W 1789 odznaczony został Orderem Świętego Stanisława.
W 1793 został konsyliarzem konfederacji targowickiej z powiatu mozyrskiego. Uczestnik delegacji hołdowniczej do Petersburga, która po II rozbiorze Polski wyraziła cesarzowej Katarzynie II swą wdzięczność za wcielenie ziem I Rzeczypospolitej do Rosji. W 1795 wybrany marszałkiem szlachty powiatu mozyrskiego.